# Joseph Yegba Maya
Joseph Yegba Maya   (Otélé, 8 d'abril de 1944) fou un futbolista camerunès de la dècada de 1960.
Fou internacional amb la selecció de futbol del Camerun. Pel que fa a clubs, destacà a Olympique de Marseille.